# Suite Três Rios
| Críticas profissionais | Críticas profissionais |
| Avaliações da crítica  | Avaliações da crítica  |
| Fonte                  | Avaliação              |
| ---------------------- | ---------------------- |
| All About Jazz         | 4.5 de 5 estrelas.     |
| Down Beat              | 4 de 5 estrelas.       |

Suite Três Rios é o primeiro álbum de estúdio do pianista & compositor Dan Costa, lançado em 2016.
Foi gravado no Rio de Janeiro com Jaques Morelenbaum, Leila Pinheiro, Teco Cardoso e outros artistas convidados. Foi elogiado pela crítica, em matéria que ressalta a importância do disco no contexto da música instrumental brasileira. 

O disco foi considerado um dos melhores do ano pela revista Down Beat. 

## Faixas
1. Alba (part. Jaques Morelenbaum)
2. Chorinho
3. Samba
4. Bossa Nova (part. Leila Pinheiro)
5. Baião (part. Marcos Suzano)
6. Maracatu
7. Modinha (part. Teco Cardoso)
8. Aria

## Ficha técnica
- Dan Costa - Piano, composições, arranjos, produção artística & executiva
- Ricardo Silveira - Guitarra, co-produção executiva
- Marcelo Martins - Saxofone alto & tenor
- Vittor Santos - Trombone
- Alberto Continentino - Contrabaixo
- Rafael Barata - Bateria, percussão
- Jaques Morelenbaum - Violoncelo
- Leila Pinheiro - Voz
- Marcos Suzano - Percussão
- Teco Cardoso - Sax Barítono
- Ricardo Dias - Técnico de gravação
- Jan Erik Kongshaug - Mixagem
- John Greenham - Masterização